# Rinodina poeltiana
Rinodina poeltiana är en lavart som beskrevs av Giralt & Obermayer. Rinodina poeltiana ingår i släktet Rinodina och familjen Physciaceae.   Inga underarter finns listade i Catalogue of Life.